# Dracaena ombet
Espèce
Synonymes
- Dracaena ombet subsp. ombet[1]
- Draco ombet (Heuglin ex Kotschy & Peyr.) Kuntze[1]

Statut de conservation UICN

 EN A1cd : En danger
 (needs updating) 
Dracaena ombet est une espèce de plantes de la famille des Asparagacées.

## Répartition
Cette espèce est présente à Djibouti, en Égypte, en Erythrée, en Éthiopie, en Arabie Saoudite, en Somalie et au Soudan.

## Liste des sous-espèces
Selon Catalogue of Life (23 février 2018) :
- sous-espèce Dracaena ombet subsp. ombet
- sous-espèce Dracaena ombet subsp. schizantha